# テハマ郡 (カリフォルニア州)
テハマ郡（英: Tehama County、発音：teh-HAY-muh、発音からはテーヘイマーと表記できる）は、アメリカ合衆国カリフォルニア州北部にある郡。郡の中央をサクラメント川が流れている。人口は6万5829人（2020年）。郡庁所在地はレッドブラフである。

## 歴史
テハマ郡は1856年にビュート郡、コルサ郡およびシャスタ郡の一部を併せて設立された。
テハマ郡はテハマ市に因んで命名された。その名前の起源は不明である。可能性ある話はアラビア語のtehama（暑い低地）、スペイン語のtejamanil（砂利浜）、あるいは地元に住むインディアンの方言で「高い水」を意味するものというものである。
現在テハマ郡となっている地域で最初の恒久的開拓者はロバート・ヘイスティ・トーマス、アルバート・ギャラティン・トゥームズ、ウィリアム・ジョージ・チャードおよびジョブ・フランシス・ダイだった。この4人はそれぞれ1844年にメキシコ政府から特許土地を与えられた。トーマスはランチョ・サウコスをトゥームズはランチョ・リオ・デ・ロス・モリノスを、チャードはランチョ・ラス・フロレスを、ダイはランチョ・プリメール・キャノン・オ・リオ・デ・ロス・ベレンドスを与えられた。同年の後半にジョサイア・ベルデンがランチョ・バランカ・コロラドを取得した。
この土地の初期に有名な人物としてキット・カーソンがおり、ブラッディ島とバトルクリークという名前の元になった戦闘に参加した。他にジェデディア・スミス、ジョン・C・フレモント、およびカリフォルニア共和国の唯一の大統領ウィリアム・B・アイドがいる。

## 地理
アメリカ合衆国国勢調査局に拠れば、郡域全面積は2,962平方マイル (7,672 km2)であり、このうち陸地は2,951平方マイル (7,643 km2)、水域は11平方マイル (29 km2)で水域率は0.38%である。郡内の水路としてはダイ・クリークとペインズ・クリークがある。ラッセン火山国立公園の小部分が郡の北東隅に掛かっている。

### 国立自然保護地域
- ラッセン国立の森（部分）
- ラッセン火山国立公園（部分）
- メンデシーノ国立の森（部分）
- サクラメント川国立野生生物保護区（部分）
- シャスタ・トリニティ国立の森（部分）

### 隣接する郡
| - ビュート郡 - 南 - グレン郡 - 南 - メンドシーノ郡 - 南西 - トリニティ郡 - 西 - シャスタ郡 - 北 - プラマス郡 - 東 |

## 都市と町
- レッドブラフ
- キャペイ
- コーニング
- コットンウッドの一部
- フラウアノイ
- ガーバー・ラスフロレス
- カークウッド
- レイクカリフォルニア
- ロスモリノス
- マントン
- ミルクリーク
- ミネラル
- パスケンタ
- ランチョテハマ居留地
- テハマ
- ビーナ

## 交通

### 主要高規格道路
- 州間高速道路5号線
- カリフォルニア州道32号線
- カリフォルニア州道36号線
- カリフォルニア州道89号線
- カリフォルニア州道99号線

### 公共交通
テハマ田園地域急行がレッドブラフ市内と地域便を運行し、ロスモリノスやコーニングにも運航している。グレイハウンドの停留所がレッドブラフにある。

### 空港
レッドブラフ市民空港とコーニング市民空港が郡内にある一般用途空港である。

## 政治
テハマ郡はアメリカ合衆国大統領および連邦議会選挙で共和党の強い地盤である。大統領選挙で民主党が最後に過半数を取ったのは1976年のジミー・カーターである。ビル・クリントンは1992年に多数を獲った。アメリカ合衆国下院議員の選挙ではカリフォルニア州第2選挙区の一部であり、カリフォルニア州議会下院議員の選挙では第2選挙区、カリフォルニア州議会上院議員の選挙では第4選挙区に入っており、2010年時点で全て共和党議員が努めている。
2008年の命題8に関する住民投票で郡内投票者の72.7%は法案に賛成した。これは同性同士の結婚を禁止するためのカリフォルニア州憲法修正案だった。

## 人口動態
以下は2000年国勢調査による人口統計データである。
| 基礎データ - 人口: 56,039人 - 世帯数: 21,013 世帯 - 家族数: 14,898 家族 - 人口密度: 7人/km2（19人/mi2） - 住居数: 23,547軒 - 住居密度: 3軒/km2（8/mi2） 人種別人口構成 - 白人: 84.79% - アフリカン・アメリカン: 0.57% - ネイティブ・アメリカン: 2.10% - アジア人: 0.79% - 太平洋諸島系: 0.10% - その他の人種: 8.26% - 混血: 3.39% - ヒスパニック・ラテン系: 15.83% - ドイツ系アメリカ人: 14.4% - イングランド系アメリカ人: 11.0% - アイルランド系アメリカ人: 9.6% - 先祖がアメリカ人: 9.5% 主たる言語による人口構成 - 英語: 86.0% - スペイン語: 13.0% | 年齢別人口構成 - 18歳未満: 27.4% - 18-24歳: 7.8% - 25-44歳: 25.7% - 45-64歳: 23.2% - 65歳以上: 15.9% - 年齢の中央値: 38歳 - 性比（女性100人あたり男性の人口） - 総人口: 97.7 - 18歳以上: 95.0 世帯と家族（対世帯数） - 18歳未満の子供がいる: 32.9% - 結婚・同居している夫婦: 54.6% - 未婚・離婚・死別女性が世帯主: 11.6% - 非家族世帯: 29.1% - 単身世帯: 24.0% - 65歳以上の老人1人暮らし: 11.5% - 平均構成人数 - 世帯: 2.62人 - 家族: 3.08人 収入と家計 - 収入の中央値 - 世帯: 31,206米ドル - 家族: 37,277米ドル - 性別 - 男性: 30,872米ドル - 女性: 22,864米ドル - 人口1人あたり収入: 15,793米ドル - 貧困線以下 - 対人口: 17.3% - 対家族数: 13.0% - 18歳未満: 24.0% - 65歳以上: 9.2% |